# Evel Knievel
Evel Knievel, egentlig Robert Craig Knievel (17. oktober 1938 i Montana, USA – 30. november 2007), var en amerikansk motorcykelstuntman, der i 1970'erne blev berømt for sine hasarderede vovestykker, som han udførte klædt i et rødt/hvidt/blåt superheltekostume, nogle gange med kappe.
Han spillede sig selv i actionfilmen Viva Knievel! (1977).
Han har ifølge Guinness' rekordbog verdensrekorden som den person, der har brækket flest knogler ved at udføre motorcykelstunts: 433 knoglebrud.

## Eksterne links
- Officielle hjemmeside Arkiveret 29. december 2007 hos  Wayback Machine